# Lygephila fusca
Lygephila fusca là một loài bướm đêm trong họ Erebidae.